# جيمس فرنسيس براون
جيمس فرنسيس براون (بالإنجليزية: James Francis Brown)‏ هو ملحن بريطاني، ولد في 7 ديسمبر 1969 في لندن في المملكة المتحدة.

## وصلات خارجية
- جيمس فرنسيس براون على موقع ميوزك برينز (الإنجليزية)
- جيمس فرنسيس براون على موقع ديسكوغز (الإنجليزية)